# Abadía de Ettal
La abadía de Ettal (en alemán: Kloster Ettal) es una abadía benedictina de Alemania erigida en la localidad de Ettal, cerca de Oberammergau y Garmisch-Partenkirchen, hoy estado de Baviera. Fue fundada el 28 de abril de 1330. La comunidad contaba en 2005 con más de  50 monjes. La abadía es una de las mayores casas de benedictinos de Alemania y es muy visitada por los turistas. El 28 de enero de 1920 el papa le concedió a la iglesia abacial (Münster-Basilika Unserer Lieben Frau Himmelfahrt) el estatus de basílica menor, la cuarta en ese momento en el país.

## Historia

### Edad Media y Período Moderno temprano

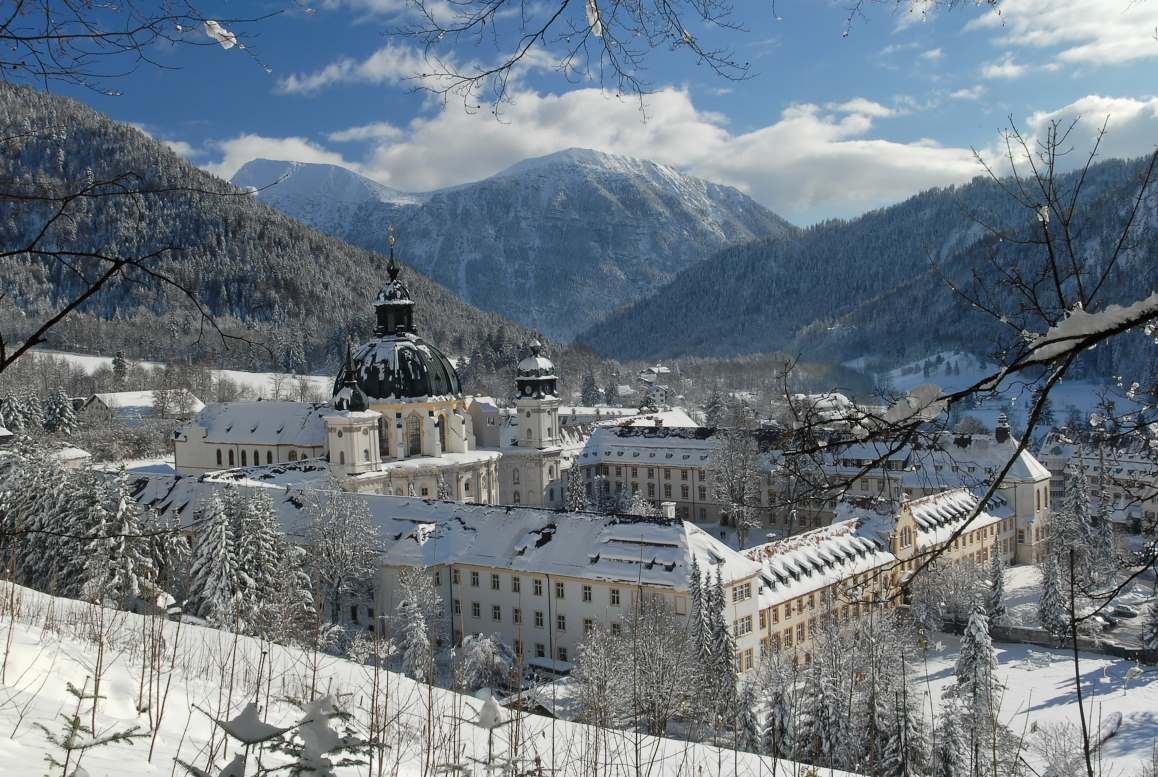
En invierno

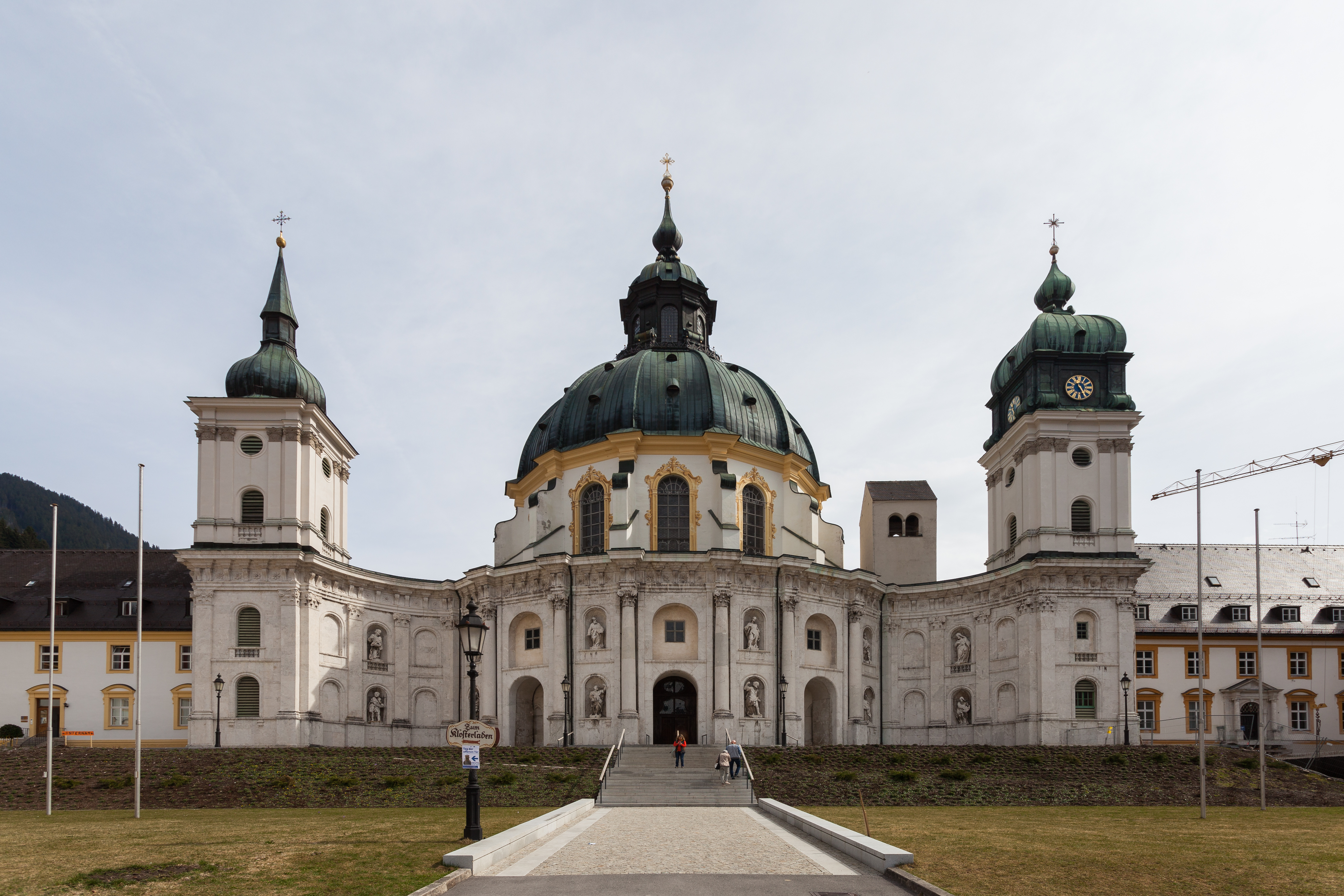
Vista de la fachada principal de la abadía

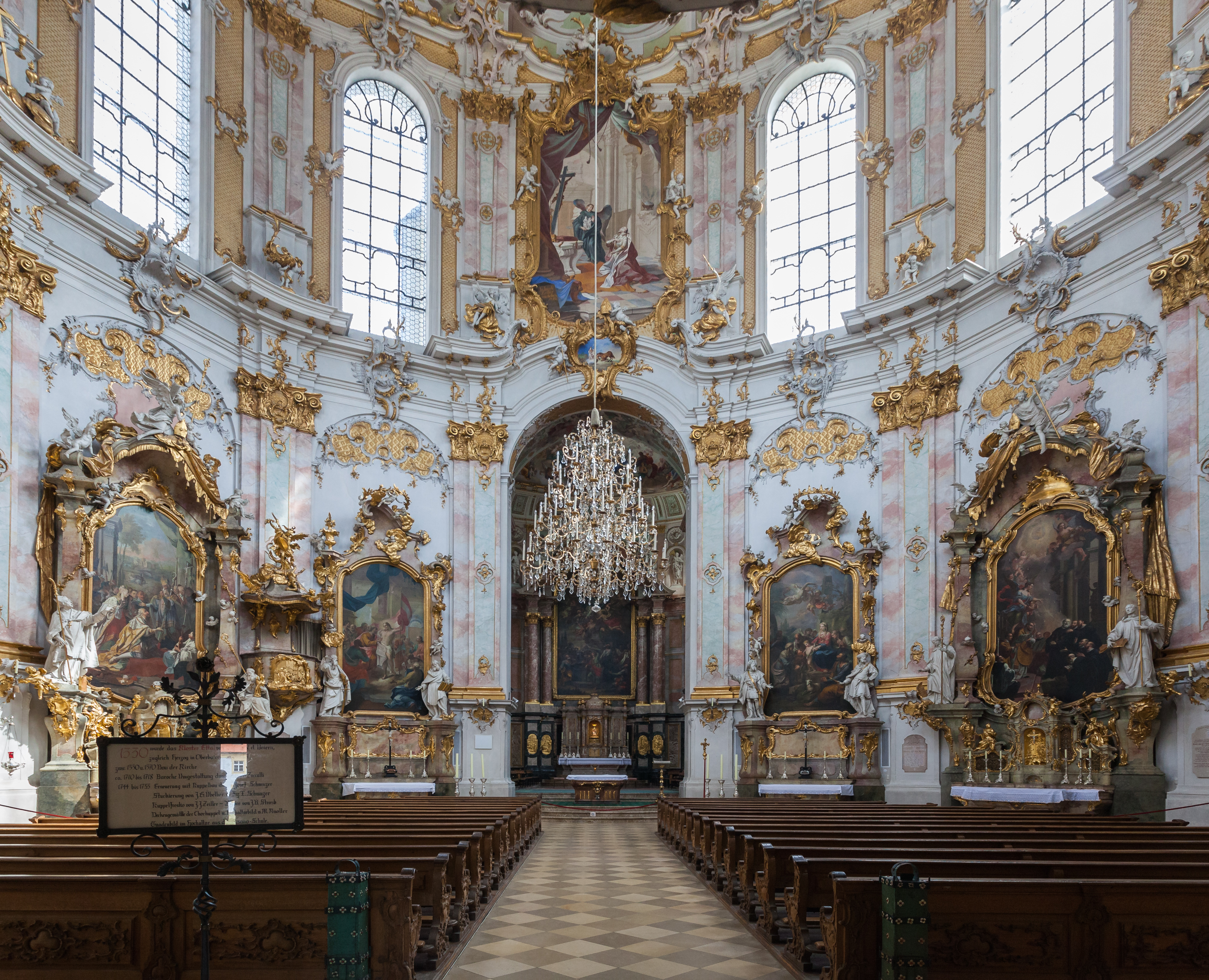
Interior de la iglesia abacial

La abadía de Ettal fue fundada el 28 de abril de 1330, festividad de san Vital de Milán, por el emperador Ludwig el Bávaro a su regreso de su coronación en Roma por el papa Juan XXII en cumplimiento de un voto. Erigida en un sitio de importancia estratégica en el valle de Graswang, en la ruta comercial primaria entre Italia y Augsburgo, Ettal aseguraba la protección del tráfico entre el Tirol y las posesiones territoriales de la casa de Wittelsbach. La leyenda de la fundación quiere tanto que Luis IV a su regreso habría reconocido en el valle de Ampferang el lugar en el que un monje había atraído su atención en sus sueños. como que fue el caballo de Ludwig el que habría hecho una genuflexión tres veces en el sitio que ocupaba el edificio original de la iglesia, donde ahora se encuentra una estatuilla de mármol de la Virgen y el Niño (Frau Stifterin o Ettal Madonna). La estatuilla fue traída por Ludwig de Pisa como un obsequio para su nueva fundación y pronto se convirtió en objeto de peregrinación. La iglesia está dedicada a la Asunción de la Virgen.
La fundación consistió originalmente en un monasterio formado por un convento con una veintena de monjes benedictinos protegidos por 12 Caballeros Teutónicos acompañados por sus esposas y comandados por un maestro. Luis IV de Baviera concedió al monasterio una gran cantidad de bienes (pueblos, mercados, tierras) y una estatua de la Virgen María traída de Italia. Gracias a ella, Ettal se convertirá en un importante lugar de peregrinación. En 1348, la comandancia desaparecerá pero los monjes continuarán ocupando el lugar.
Después de la muerte del emperador en 1347, los religiosos experimentaron tiempos difíciles. Luis V de Baviera, hijo de Luis IV, retiró muchas donaciones al convento y la construcción del edificio se ralentizó. La gestión del abad Conrado I Kummersprugger enmendó la situación y en 1370 se consagró la iglesia de Ettal. La iglesia gótica original de la abadía, construida entre 1330 y 1370, era una estructura modesta en comparación con las grandes iglesias de la Baviera medieval.
En 1442, el duque Alberto III de Baviera intentó una reforma del monasterio. Jean Schlitpacher, monje de la abadía de Melk, estuvo a cargo de esta misión. Se dio por vencido después de 10 meses frente a la oposición del abad de Ettal. En 1451, dos abades externos, que llegaron a ver el convento, consideraron que Ettal se había alejado de la estricta observancia relajando la predica del rigor y la penitencia, y el abad dimitió.
Debido a estar próxima a un pasaje muy frecuentado, las ideas de la reforma protestante del siglo XVI llegaron a Ettal, pero no influyeron duraderamente. Enseguida Plazidus Gall, considerado el segundo fundador de la abadía, le aportó una renovación. Ettal sufrió daños considerables debido a las guerras de la época, especialmente en 1552 por las tropas de Mauricio de Sajonia y en 1632 por los destacamentos suecos, aunque logró sobrevivir a la Guerra de los Treinta Años (1618-1648). La guerra de Sucesión Española también tocó el establecimiento. La Reforma Católica provocó una renovación de la peregrinación.

### Expansión barroca

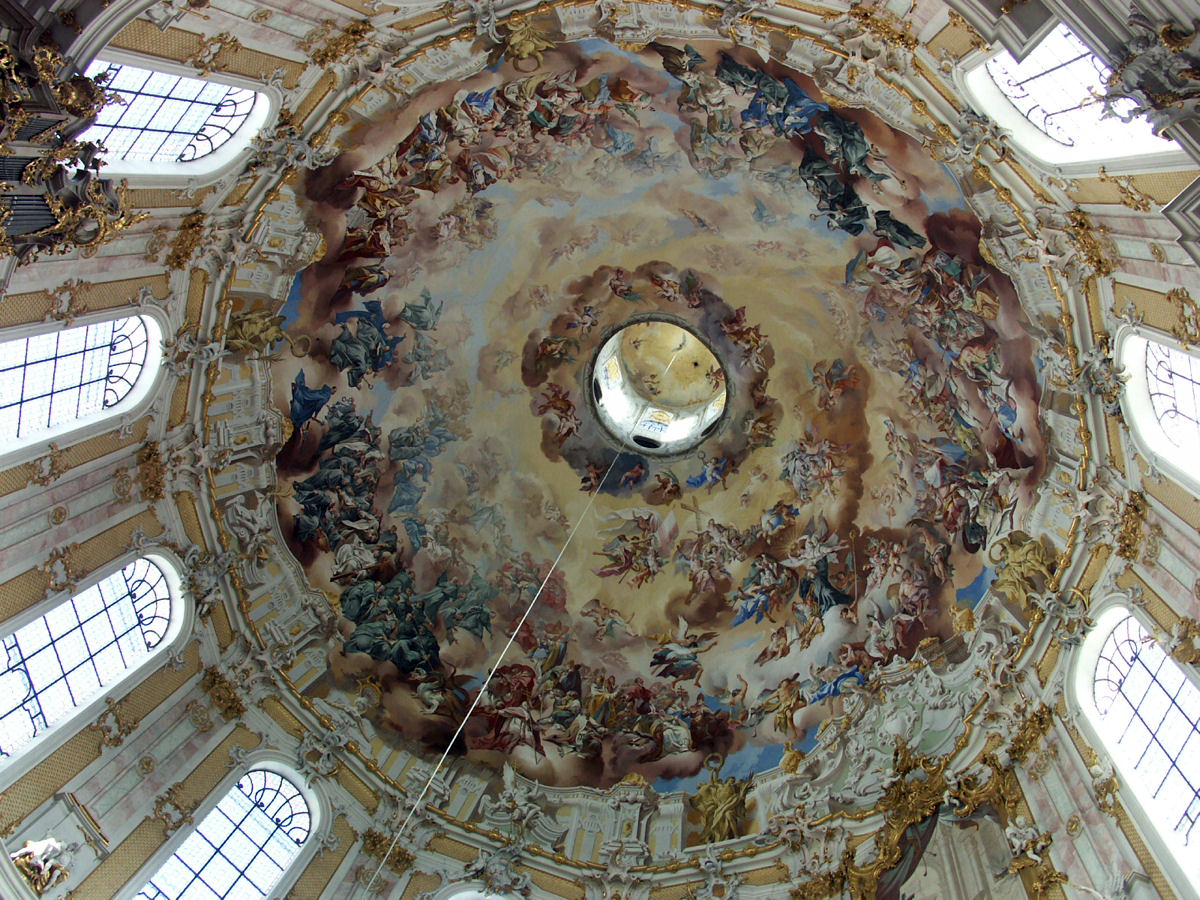
Frescos bajo la cúpula

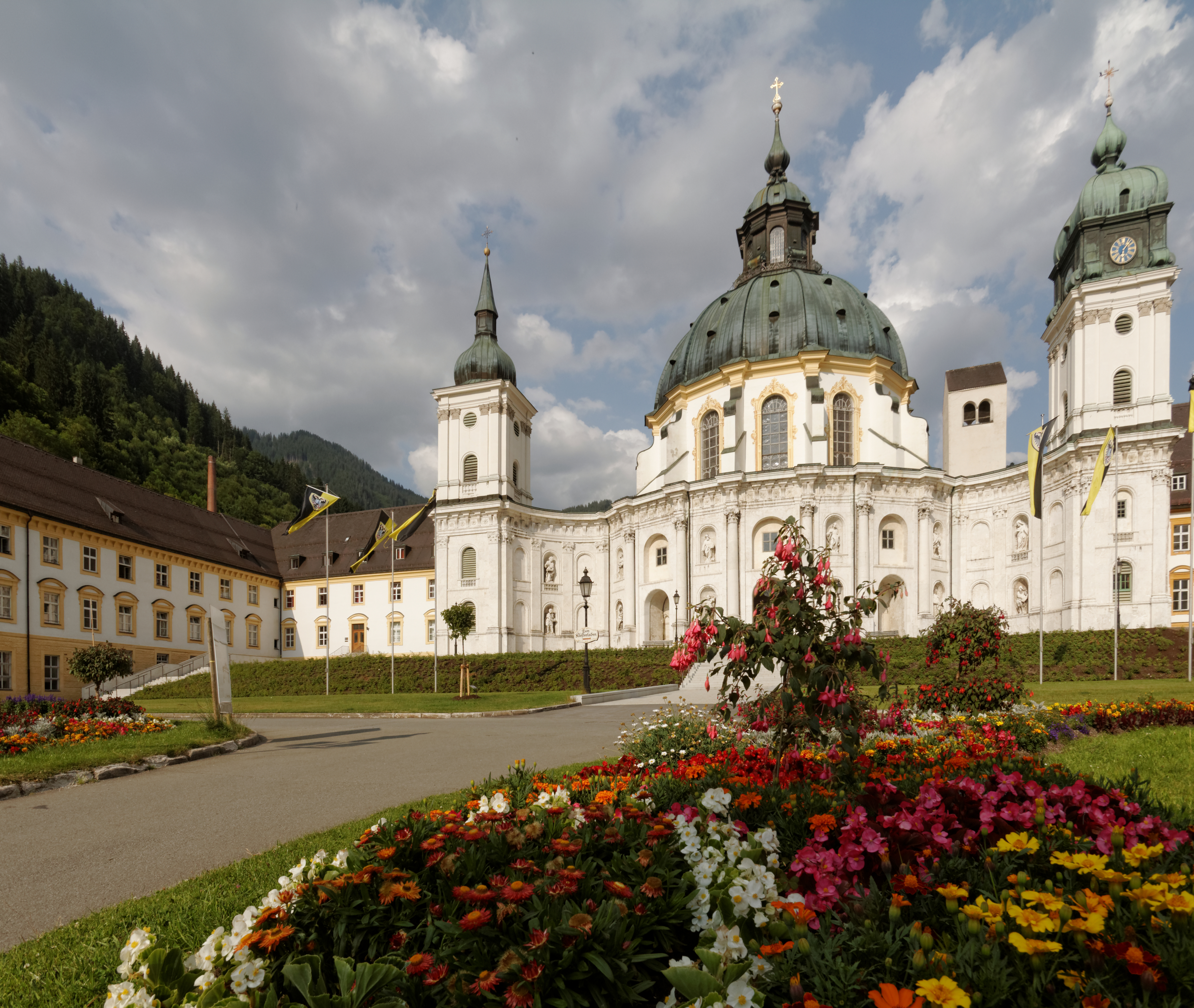
Vista de la abadía

A pesar de estos trastornos, en el monasterio, el orden permaneció intacto. La Coenobitas Ettalensis, una lista de los elementos que regulaban las vidas de los monjes, demuestra el orden que reinaba en Ettal. Este manuscrito se encuentra en otros monasterios.
En 1709, bajo el gobierno del abad Placidus II Seiz, comenzó la edad de oro de Ettal con el establecimiento de la "Academia de Caballeros" (Ritterakademie), que se convirtió en una escuela muy exitosa y dio inicio a la tradición educativa de la abadía. Esta escuela era famosa y estaba destinada a educar a la joven nobleza. Así estudiantes de otros países llegaron a Ettal. La abadía apoyaba las ciencias, especialmente promoviendo el intercambio de conocimiento. Los monjes fueron enviados al extranjero para convertirse en profesores en la Ritterakademie o en otras universidades. Entre ellos: Ludwig Babenstuber, Romuald Dreyer, Karl Bader, Marzellin Reisch y Magnus Knipfelsberger. La Ritterakademie enseñaba teología, filosofía y canto.  En 1744, la abadía y la iglesia de la abadía fueron destruidas en gran parte en un incendio.
La espectacular reconstrucción posterior en estilo barroco, con una cúpula de doble cáscara, fue debida a los planos de Enrico Zuccalli, un arquitecto suizo-italiano que trabajaba entonces en Múnich y que había estudiado con Bernini. La decoración fue llevada a cabo principalmente por Josef Schmutzer de la escuela de estuquistas de abadía de Wessobrunn y Johann Baptist Straub, quien fue responsable de los altares y del presbiterio. Su colaboración dio origen a una creación típica del rococó bávaro.
La importancia de Ettal como lugar de peregrinaje aumentó con los nuevos edificios y se convirtió en uno de los monasterios más importantes de la región alpina.

### Secularización
La abadía se disolvió en 1803 durante la secularización de las propiedades de la iglesia en Baviera y fue destruida en gran parte. Aunque la iglesia había sido muy popular, solo quedó la casa del párroco.. El sitio fue adquirido en 1809 por Josef von Elbing y fue vendido por sus descendientes en 1856 al conde Pappenheim. Algunas pequeñas edificaciones se completaron durante el siglo XIX, principalmente la renovación de la fachada y los campanarios gemelos.

### Segunda fundación

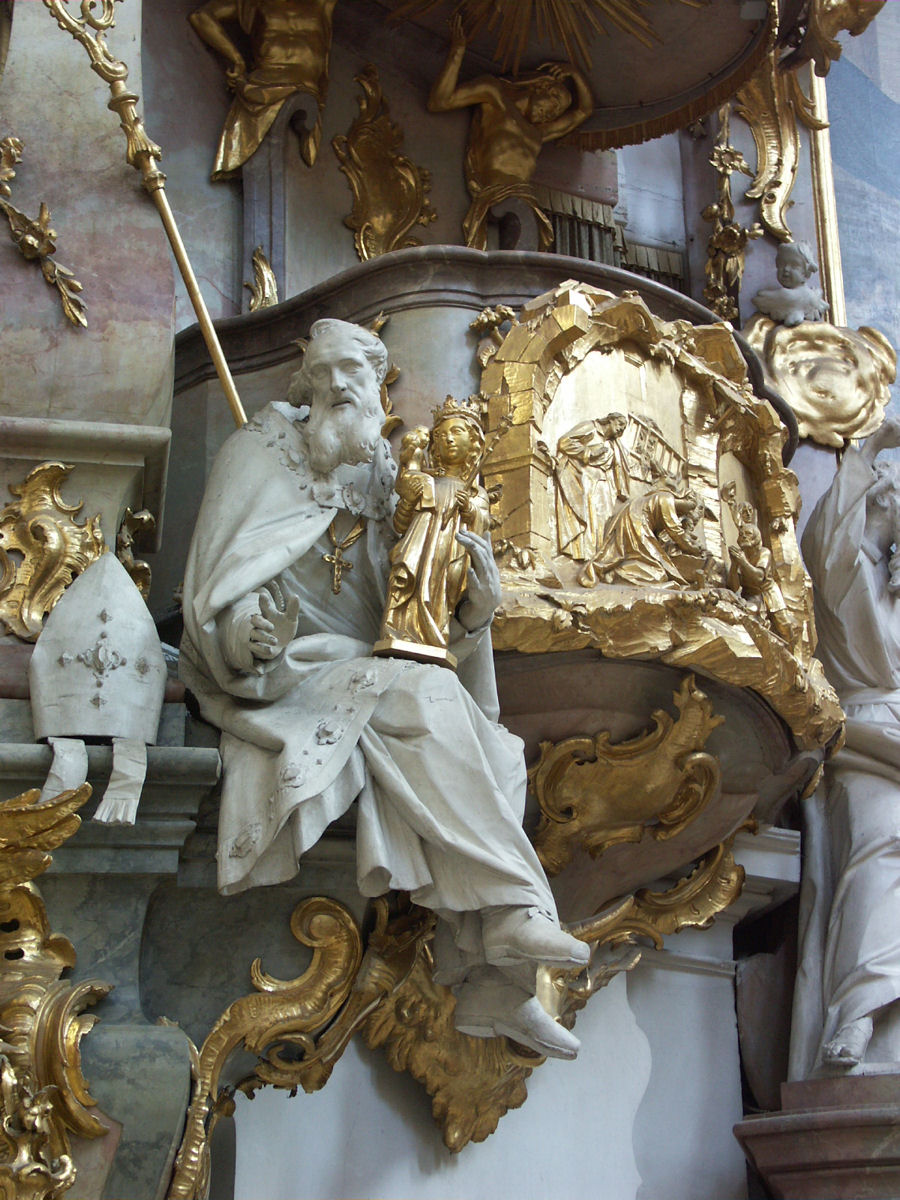
Estatua en el púlpito

En 1898, los edificios fueron adquiridos por el barón Theodor von Cramer-Klett y, en 1900, entregados a los benedictinos de la abadía de Scheyern, que re-fundaron el monasterio aquí bajo el gobierno del abad Rupert III Metzenleitner de Scheyern. Ha sido miembro de la Congregación Bávara de la Confederación Benedictina desde 1900. La iglesia de la abadía de la Ascensión fue declarada basílica menor en 1920.
En 1903, Ettal finalmente obtuvo el estatuto de abadía. Willibald Wolfsteiner, a la cabeza del monasterio, reorganizó el culto incluyendo recuperar el canto gregoriano. También construyó un colegio y un internado. El convento fue reconstruido. La Ritterakademie renació de las cenizas gracias a los profesores de otras abadías y las ciencias de nuevo se enseñaron. A partir de ese momento, la abadía fue parte de la Congregación Benedictina de Baviera. Se creará una escuela secundaria en 1905. De 1933 a 1945, la escuela fue ocupada por las autoridades del lugar y usada para hacer pasar la doctrina nacionalsocialista del estado nazi. Esta escuela todavía existe hoy.
Durante el invierno de 1940–1941, el pastor y teólogo alemán Dietrich Bonhoeffer  (1906–1945) pasó algunos meses en el monasterio como amigo e invitado del abad. Al igual que Bonhoeffer, varios de los miembros de la comunidad de Ettal participaron en la conspiración contra Hitler. Mientras estuvo en Ettal, Bonhoeffer también trabajó en su libro Ética. El sacerdote católico Rupert Mayer fue mantenido en la abadía bajo arresto domiciliario entre 1939 y 1945 por los nazis para evitar que siguiera con sus prédicas antinazis.
En 1993, Ettal refundó la antigua abadía de Wechselburg en Sajonia, un antiguo monasterio de los canónigos agustinos, como priorato benedictino.
Ettal mantiene un Instituto Bizantino. El abad de Ettal, Joannes Hoeck, hizo una contribución significativa sobre el papel de los patriarcas en el gobierno de la Iglesia en el Concilio Vaticano II.
A comienzos de 2010, diez sacerdotes del internado de la abadía de Ettal fueron acusados de golpizas sádicas y abusos sexuales con niños y sadismo. En marzo de 2010, las autoridades allanaron el monasterio como parte de una investigación sobre las denuncias de que los sacerdotes abusaban sexualmente de niños allí. Por medio de una Visita Apostólica y una investigación independiente, estas afirmaciones han sido investigadas y se han redactado las consecuencias. La mayor parte de los abusos tuvieron lugar a finales de los años sesenta, setenta y principios de los ochenta.

## Abades
- Heinrich I. Rieter von Kornburg, 1331-44
- Eberhard aus Niederaltaich, 1344-49
- Jodok von Agenwang, 1349-53
- Konrad I. Kummersprugger aus Tegernsee, 1360-90
- Heinrich II. Zucker, 1390-93
- Berner/Werner, 1393-99 († 1407)
- Konrad II. Duringfeld, 1399-1413
- Heinrich III. Sandauer, 1413-14
- Ulrich Hohenkircher, 1414-19
- Konrad III. Schifflein/Schifflin, 1419-39
- Johannes I. Kufsteiner, 1440-52 († 1455)
- Simon Hueber, 1452-76
- Stephan Precht, 1476-92
- Benedikt Zwink, 1492-95 († 1495)
- Johannes II. Spangler, 1495-1511
- Maurus I. Wagner, 1511-22
- Maurus II. Nuzinger, 1522-49
- Placidus I. Gall, 1549-66
- Nikolaus Streitl, 1566-90
- Leonhard Hilpolt, 1590-1615
- Othmar I. Goppelsrieder, 1615-37
- Ignatius Rueff, 1637-58
- Virgil Hegler, 1658-68
- Benedikt II. Eckart, 1668-75
- Roman Schretter, 1675-97
- Romuald Haimblinger, 1697-1708
- Placidus II. Seitz, 1709-36
- Bernhard I. Oberhauser, 1736-39
- Benedikt III. Pacher, 1739-59 († 1796)
- Bernhard II. (Ludwig) von Eschenbach, 1761-79 (hijo de Maximillian III Joseph Karl)
- Othmar II. Seywold, 1779-87
- Alphons Hafner, 1787-1802 († 7 de mayo de 1807)
- Secularization, 1802-1906
- Willibald Wolfsteiner, 1907-33
- Angelus Kupfer, 1933-51
- Johannes Maria Hoeck, 1951-61
- Karl Gross, 1961-73
- Edelbert Hörhammer, 1973-2005
- Barnabas Bögle, 2005-10
  - Emmeram Walter, February - julio de 2010, Administrador
- Barnabas Bögle, desde 11 de julio de 2010

## Galería de imágenes

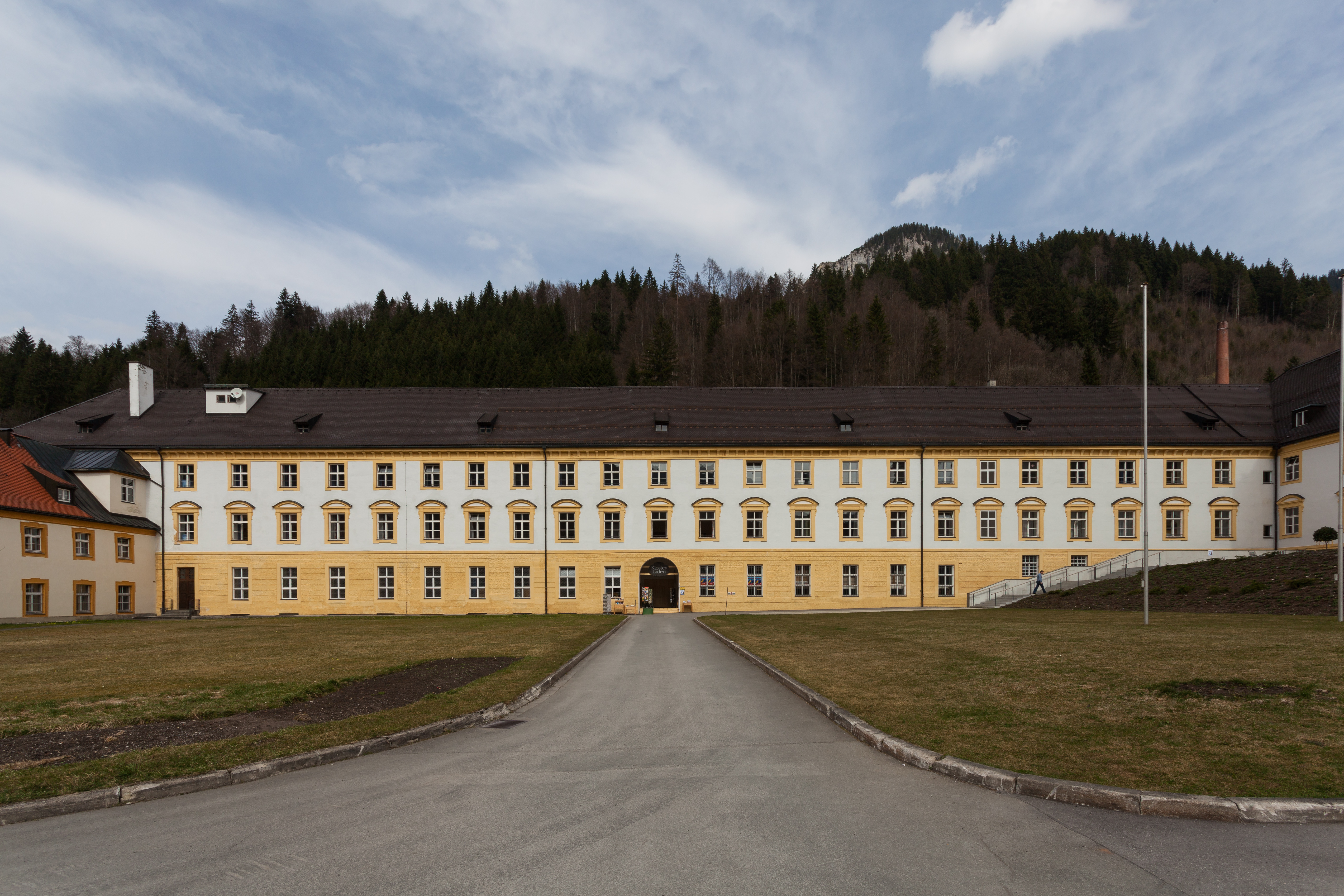
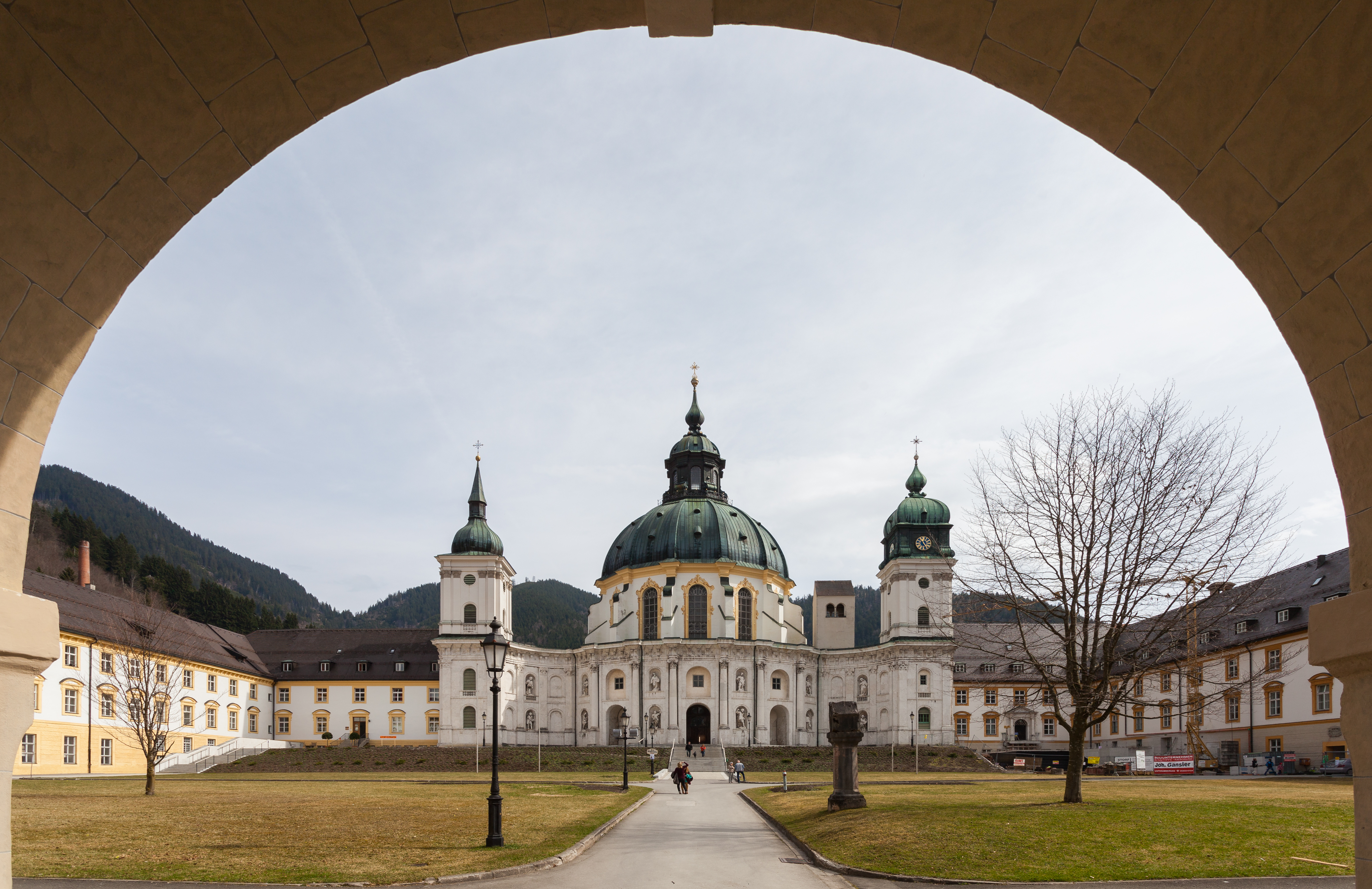
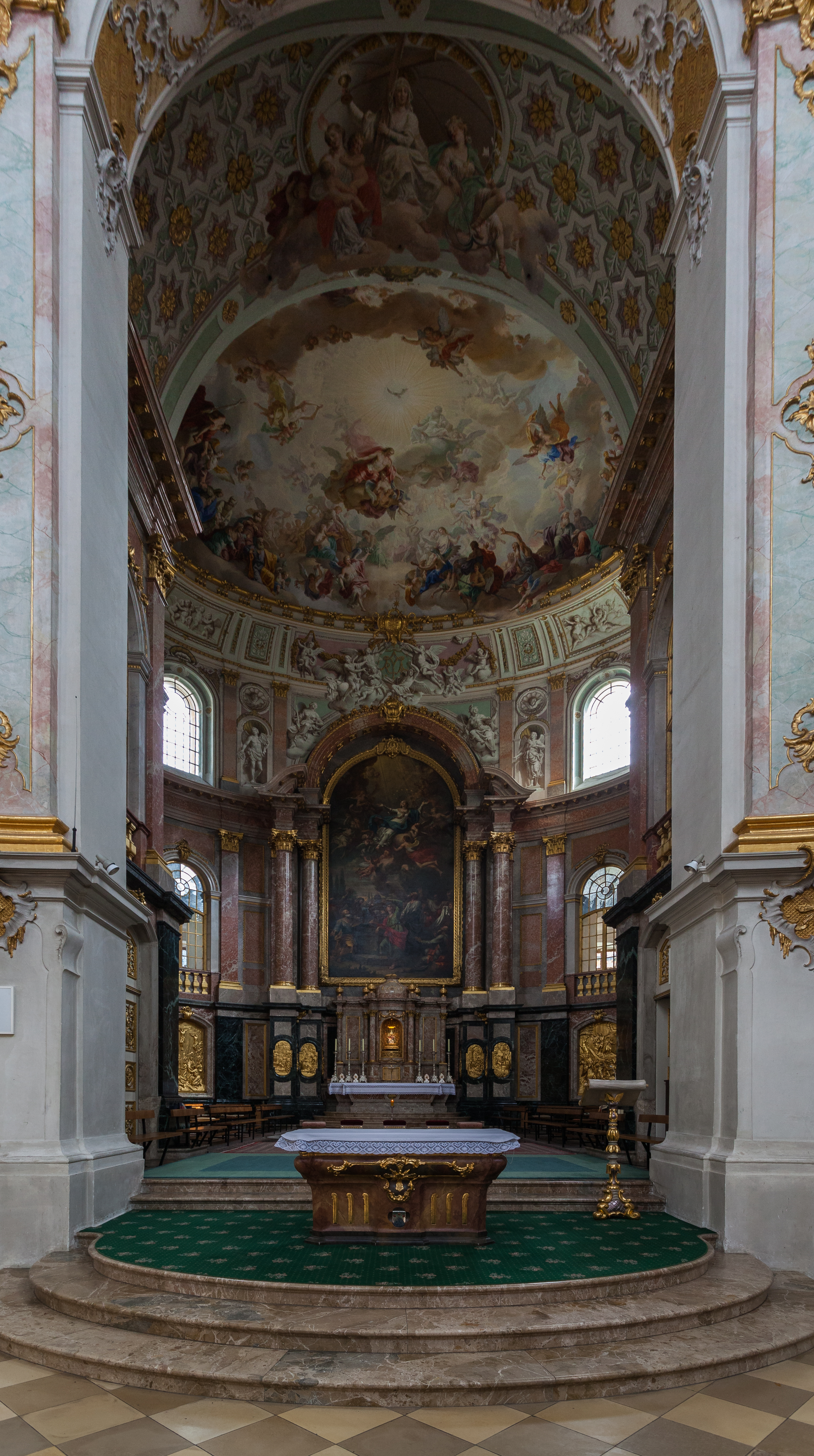